# 市川市立須和田の丘支援学校
市川市立須和田の丘支援学校（いちかわしりつ すわだのおかしえんがっこう）は、千葉県市川市須和田二丁目にある公立特別支援学校。知的障害者を教育対象とする。

## 沿革
- 1957年4月1日 - 「市川市立養護学校」として開校。
- 1972年4月1日 - 高等部設置。
- 1973年4月1日 - 小学部設置。
- 2007年4月1日 - 学校名を市川市立養護学校から「市川市立特別支援学校」に変更。
- 2008年4月1日 - 学校名を現在の「市川市立須和田の丘支援学校」に変更。同時に分校「稲越校舎」を稲越小学校内に設置し、小学部を移転。
- 2017年4月1日 - 創立60周年。

## 分校
- 稲越校舎 - 市川市立稲越小学校内に設置されている。

## 学部
本校
- 中学部
- 高等部

稲越校舎
- 小学部

## 文化祭
当校の文化祭として、「須和田の丘フェスティバル」が毎年秋に開催されている。